# Quintetto per pianoforte e fiati (Mozart)
Il Quintetto in mi bemolle maggiore per pianoforte e fiati, K. 452, fu completato da Wolfgang Amadeus Mozart il 30 marzo 1784 ed eseguito per la prima volta due giorni dopo al Burgtheater di Vienna, con il compositore al pianoforte. Poco dopo il concerto, Mozart ebbe a scrivere al padre Leopold che lo riteneva la cosa migliore che avesse mai scritto. La partitura prevede un pianoforte, un oboe, un clarinetto, un corno e un fagotto. Vi sono tre movimenti:
1. Largo - Allegro moderato
2. Larghetto
3. Allegretto

Questa struttura richiama fortemente quella di una tipica sonata. Il primo movimento Allegro in forma-sonata, con vari temi che vengono passati da strumento a strumento, solitamente introdotti dal pianoforte che poi accompagna mentre oboe, clarinetto, corno e fagotto suonano variazioni su di essi. Il Larghetto, come altri secondi movimenti di composizioni mozartiane, è lieve e gentile. L'Allegretto è un "rondò" del genere che Mozart era solito usare per il finale di molti concerti per pianoforte da lui scritti in quel periodo, e contiene verso la fine una sezione a mo' di cadenza.
Quest'opera fornì l'ispirazione a Beethoven per il suo quintetto in mi bemolle per pianoforte e fiati, op. 16, composto in onore di Mozart nel 1796.